# Катерина Сиенска
Катерина Сиенска (на италиански: Caterina da Siena) е италианска богословка, мистичка и дипломатка.
Родена е на 25 март 1347 година в Сиена в семейството на бояджия. От ранна възраст става светски член на Доминиканския орден и придобива известност с проповедите си в Централна и Северна Италия. Ползваща се с влияние върху папа Григорий XI, тя изиграва важна роля за прекратяването на Авиньонскота папство, след което води от негово име преговорите за завършване на Войната на осемте светци. След началото на Папската схизма се установява в Рим и води активна кореспонденция, защитавайки каузата на папа Урбан VI.
Катерина Сиенска умира от анорексия след прекаран инсулт на 29 април 1380 година в Рим. Канонизирана е като светица от Католическата църква, която отбелязва паметта ѝ на 29 април и я смята за един от светците покровители на Европа, наред с Бенедикт Нурсийски, Кирил и Методий, Бригита Шведска и Едит Щайн.